# Rolando Laguarda Trías
Rolando Agustín Laguarda Trías (Montevideo, 19 de noviembre de 1902—Montevideo, 9 de septiembre de 1998) fue un destacado historiador uruguayo, reconocido a nivel nacional e internacional por sus trabajos en el ámbito de la geografía, la cartografía histórica, la historia militar, la lexicografía y la etimología.

## Obra
Varias de sus numerosas publicaciones son utilizadas como referencia por los investigadores en el ámbito internacional. Entre éstas destacan: 
- El enigma del viajero Acarette du Biscay (1958)
- La expedición de Cristóbal Jaques al Río de la Plata en 1521 (1964)
- Afronegrismos rioplatenses (1969)
- El predescubrimiento del Río de la Plata por la expedición portuguesa de 1511-1512 (1973)
- Bases para un glosario de términos geográficos del Uruguay (1974)
- El Enigma De Las Latitudes De Colon (Cuadernos colombinos, 4.) (1974)
- El Hallazgo del Río de la Plata por Amerigo Vespucci en 1502 (1983)
- Nave española descubre las islas Malvinas en 1520 (1983)
- Apuntes sobre ingenieros militares españoles en la Banda Oriental (1991)
- Tripulantes, dotaciones y latitudes de la expedición Magallanes Elcano (1997)
- Introducción a la cartografía portulana (p.m. 1999)

## Actividad académica
Laguarda Trías fue miembro de numerosos institutos académicos nacionales e internacionales. A nivel nacional fue miembro de la Asociación de Amigos de la Arqueología, del Grupo de Estudios y Reconocimiento Geográfico del Uruguay (GERGU) y de la Academia Nacional de Letras; y fue miembro de honor del Instituto Histórico y Geográfico del Uruguay. 
A nivel internacional perteneció entre otros a la Academia de Historia, a la Academia Nacional de Geografía de la República Argentina, al Instituto Histórico y Geográfico, a la Real Academia de la Historia, a la Real Sociedad Geográfica de Madrid, al Centro de Estudios de Marinha de Lisboa y a la L`Academie d´Histoire de Sciences de París.
Como mérito por sus trabajos recibió entre otras distinciones la Orden del Infante Don Enrique en grado de Comendador por el gobierno de Portugal, y el premio Almirante Teixeira da Mota en el concurso organizado por la Academia de Marinha de Lisboa. 
Uno de los más notables trabajos de Laguarda Trías es el de haber encontrado evidencia decisiva de que las Islas Malvinas fueron descubiertas por miembros desertores de la expedición de Magallanes.
Esta hipótesis afirma que el archipiélago fue avistado en 1520 por Esteban Gómez, capitán de la nave San Antón de la expedición al mando de Magallanes, en viaje atlántico de regreso a España. De hecho las islas aparecen en varios mapas españoles del siglo XVI, bajo las grafías progresivamente deformadas de San Antón, S. Antón, Sansón, San Son, o la forma alterna de Islas de los Patos, en las cartas náuticas de Pedro Reinel (1522-1523), Diego Ribero (1529) y la cartografía de Bautista Agnese (1536-1545)
La confusión sobre cuál de las naves de la escuadra de Magallanes intervino en el avistaje de las islas y la ausencia de referencias en las bitácoras de la expedición arrojaron dudas sobre la veracidad de esta argumentación. Sin embargo en 1983 durante el curso de sus investigaciones, Laguarda Trías encontró un documento en la Biblioteca Nacional De París, escrito por el fraile André Thevet en Le Gran Insulaire. Vol I y fechado en 1586 (seis años antes del primero de los supuestos antecedentes británico de avistaje del archipiélago). El texto adjunta un mapa en la página 229 donde aparecen Les isles de Sansón ou des Geants (las islas de Sansón o de los Gigantes) en sorprendente concordancia geográfica con las islas Malvinas. Thevet menciona en el comentario adjunto que obtuvo las coordenadas del archipiélago de un piloto portugués miembro de la expedición de Magallanes, probablemente don Álvaro de Mezquita, testigo directo del avistaje, con quien se entrevistó en Lisboa (Investigaciones paralelas han demostrado que Thevet vivió en la capital lusitana entre 1563 y 1567)[cita requerida]